# ۶۳۹ (خورشیدی)
۶۳۹ ششصد و سی و نهمین سال هجری خورشیدی است.